# Сатурия (подокруг)
Сатурия (бенг. সাতুরিয়া, англ. Saturia) — подокруг в центральной части Бангладеш в составе округа Маникгандж. Образован в 1919 году. Административный центр — город Сатурия. Площадь подокруга — 140,12 км². По данным переписи 1991 года численность населения подокруга составляла 140 215 человек. Плотность населения равнялась 1001 чел. на 1 км². Уровень грамотности населения составлял 34,2 %. Религиозный состав: мусульмане — 91 %, индуисты — 8,8 %, христиане — 0,2 %.